# Rocquencourt, Yvelines
Rocquencourt là một xã thuộc tỉnh Yvelines, trong vùng Île-de-France, Pháp, có cự ly khoảng 6 km về phía tây bắc của Versailles và 21 km về phía tây của Paris.
Người dân địa phương trong tiếng Pháp gọi là Rocquencourtois.
Các xã giáp ranh: La Celle-Saint-Cloud về phía đông bắc, Chesnay về phía đông, Versailles về phía nam, Bailly về phía đông và Louveciennes về phía bắc.

## Thông tin nhân khẩu
| 1800                                             | 1901 | 1946 | 1954 | 1962 | 1968 | 1975  | 1982  | 1990  | 1999  | 2007* |
| ------------------------------------------------ | ---- | ---- | ---- | ---- | ---- | ----- | ----- | ----- | ----- | ----- |
| 217                                              | 201  | 191  | 556  | 304  | 886  | 2 030 | 4 034 | 3 871 | 3 218 |       |
| Số liệu lấy từ năm 1962: Dân số không tính trùng |      |      |      |      |      |       |       |       |       |       |
| * Điều tra hàng năm (cách điều tra dân số mới)   |      |      |      |      |      |       |       |       |       |       |